# TriDAR
TriDAR (Triangulation and LIDAR Automated Rendezvous and Docking) ist ein visuelles Navigationssystem, welches von dem kanadischen Raumfahrtunternehmen Neptec entwickelt und dessen Entwicklung von der Canadian Space Agency (CSA), sowie der amerikanischen Raumfahrtbehörde (NASA) finanziert wurde. Das System ermöglicht eine Unterstützung beim An- und Abdocken von unbemannten Raumschiffen im Weltraum. TriDAR beruht auf einem laserbasierten 3-D-Sensor und einer Wärmebildkamera. Die Software von TriDAR nutzt die geometrischen Informationen der 3-D-Aufnahmen, um sich an den Konturen des Objektes zu orientieren. So kann sie die genaue Position berechnen. 
TriDAR wurde erstmals an Bord des Space Shuttle Discovery auf der Mission STS-128 getestet, deren Start am 29. August 2009 um 03:59 UTC erfolgte. Das System unterstützte die Astronauten beim Rendezvous und dem Andockmanöver an der Internationalen Raumstation (ISS). Das System erfasste erfolgreich die Raumstation aufgrund ihrer Form und errechnete die benötigten Daten. Bei dem Test war es das erste Mal, dass ein 3-D-Sensorsystem im Weltraum genutzt wurde.

## Entwicklung
Als Teil des NASA Authorization Act of 2010 der US-Regierung wurde Autonomous Rendezvous And Docking (AR&D) als Schlüsseltechnologie eingestuft. TriDAR wurde von Neptec im Rahmen dieses Programms entwickelt. Ursprünglich sollte die Technologie auf der Hubble Robotic Vehicle mission (HRV) eingesetzt werden. Dabei war geplant, ein Raumfahrzeug mit TriDAR auszustatten, um ein Rendezvous mit dem Hubble-Teleskop durchzuführen und dies anschließend zu warten. Aufgrund der Columbia-Katastrophe wurden alle Flüge mit Space Shuttles zunächst ausgesetzt und dann auf Missionen zur ISS begrenzt. Dies bedeutete auch die Einstellung der Planung der HRV-Mission. Die TriDAR-Technologie wurde jedoch weiterentwickelt und ein Prototyp konnte bei verschiedenen Demonstrationen erfolgreich getestet werden. Dies führte dazu, dass die NASA sie für die Missionen STS-128 und STS-131 auswählte.

## Funktion
Zweidimensionale Bildverarbeitungssysteme messen nur die Intensität des reflektierten Lichts und leiten aus dem Reflexionsvermögen der Oberflächen dann Eigenschaften wie Form, Größe und Entfernung ab. Bei schwierigen Lichtverhältnissen oder falscher Kalibrierung der Kamera kann es zu fehlerhaften Messungen kommen, weshalb der Einsatz im Weltraum sich als kompliziert gestaltet. Weiterhin lassen sich Navigations- und Vermessungssysteme, die auf 3D-Technologie basieren, sich häufig in zwei Kategorien einteilen. Zum einen gibt es positionsbasierte Technologien, wie zum Beispiel die Nutzung von Triangulation, welche zwar hohe Genauigkeit auf kürzere Distanz liefert und gegenüber Veränderungen der Beleuchtung unempfindlich ist, aber mit steigender Entfernung stark nachlässt. Auf der anderen Seite gibt es zeitbasierte Technologien, zu denen unter anderem Lidar zählt. Diese zeigen höhere Präzision auf größeren Entfernungen, bieten jedoch auf kurze Distanz keine Verbesserung.
Das TriDAR-System funktioniert ähnlich wie ein Radar oder Sonar, aber anstatt Funk- oder Schallwellen von Objekten abprallen zu lassen, um deren Form und Lage zu erkennen, werden Laserstrahlen reflektiert. Anschließend vergleicht es das erkannte Objekt mit einem gespeicherten Computermodell des Ziels, um dem Raumfahrzeug Anweisungen für die Ausrichtung zu geben. Dafür ist vor allem der Algorithmus, den Neptec noch vor der Hardware entwickelt hat verantwortlich. Dieser wurde auf Basis von Lidar-Daten entwickelt und benötigt nur wenige Informationen, um Objekte zu erkennen und die Positionen des Raumfahrzeugs einzuschätzen. Bei dem für TriDAR entwickelten Ansatz tastet der Sensor die Zieloberfläche über einen großen Bereich ab und gleicht alle erfassten 3D-Daten direkt mit dem Referenzmodell des Objekts ab.
Als Sensor wird ein sogenannter Flying-Spot-Scanner verwendet, der einen Laserstrahl mit einer großen Reichweite erzeugen kann. Dieser kann die zur Positionseinschätzung erforderlichen Daten in etwa 100 Millisekunden erfassen. Zum einen wird eine Continuous wave auf eine Zielfläche projiziert. Die Position des reflektierten Bildes auf einem versetzten linearen Detektor hängt von der Entfernung zur Oberfläche an dieser projizierten Position ab. Die Messung der Bildposition gibt dann die Entfernung an. Dieses Triangulationsprinzip kann sehr genaue Entfernungsmessungen im Nahbereich liefern, aber ist in der Regel nur bis zu einer Entfernung von 10 bis 20 m praktisch. Bei der TriDAR-Technik wird zusätzlich noch ein Time-of-flight-Sensor mit Lidar-Technologie verwendet. Bei diesem werden ein kurzer Laserimpuls, ein Detektor zur Messung des reflektierten Impulses und eine Zeitmessschaltung zur Messung der Zeit zwischen Impulsemission und Detektion verwendet. Der Vorteil dieser Methode besteht darin, dass sie über große Entfernungen mit relativ konstanter Entfernungsgenauigkeit betrieben werden kann, solange genügend reflektiertes Licht für eine Messung gesammelt werden kann. Das Triangulations-Subsystem wird für 3D-Messungen im Nahbereich eingesetzt, wo das LIDAR nicht so genau ist und möglicherweise durch starke Reflexionen gesättigt wird, während das LIDAR wird dann für Messungen jenseits der nützlichen Reichweite des Triangulations-Subsystems verwendet wird. Die Hardware verbraucht bei voller Geschwindigkeit etwa 65 W an Leistung.

## Einsatz

### STS-128

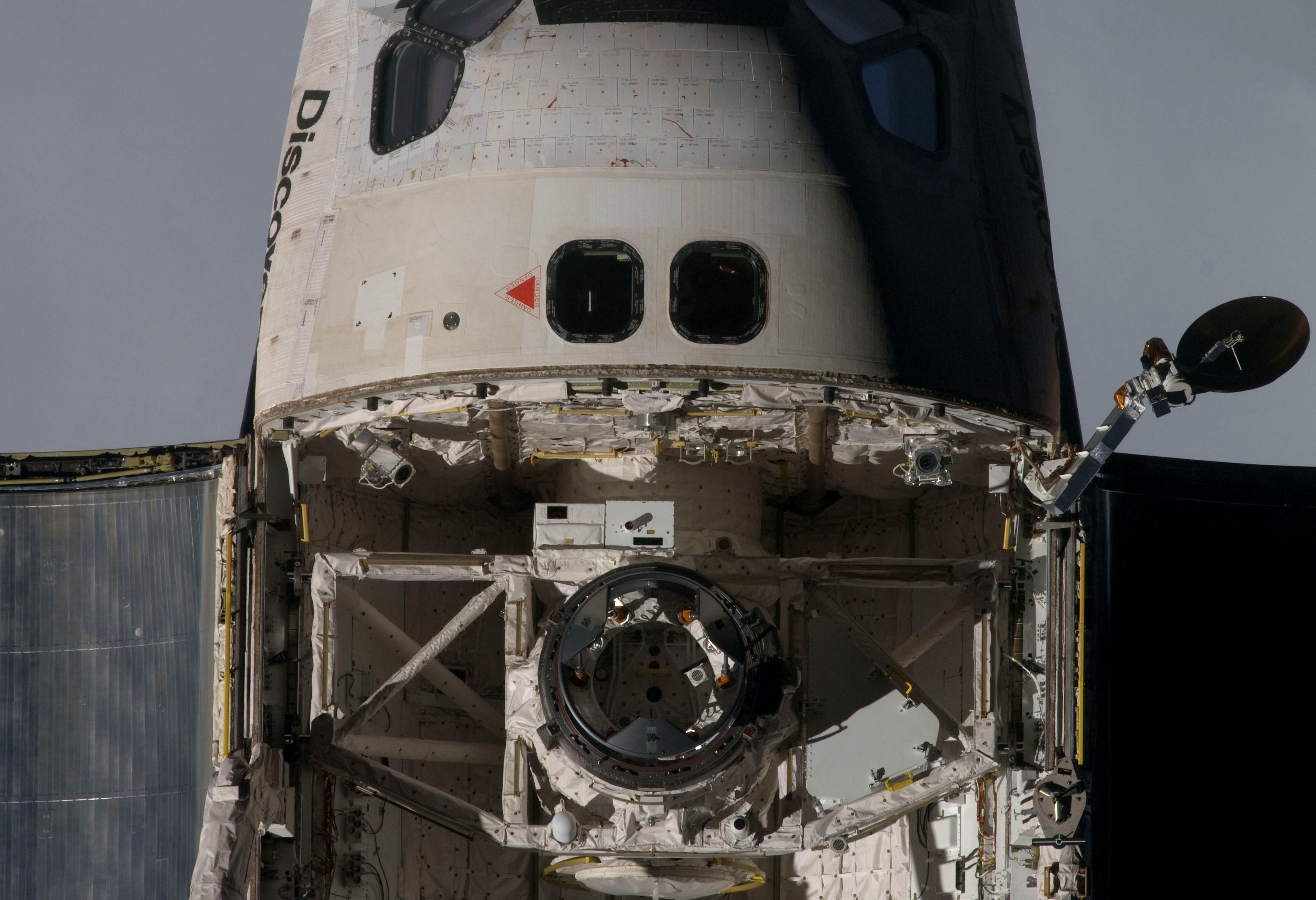
TriDAR am Space Shuttle bei der STS-128 Mission

Bei der STS-128-Mission wurde das TriDAR-System an Bord des Space Shuttles Discovery installiert. Ziel des Tests war es, mithilfe des TriDAR-Systems Objekte im Weltraum ohne die Hilfe von klassischen Zielreflektoren erfassen zu können. Dafür wurde das System in der Ladebucht des Shuttles in der Nähe des Orbiter Docking System (ODS) installiert. In einer Entfernung von 75 Kilometern zur Internationalen Raumstation (ISS) wurde das System aktiviert und erfasste eigenständig die Raumstation, errechnete die optimalen Andockmaßnahmen und stellte die Informationen den Astronauten im Shuttle zur Verfügung.

### STS-131

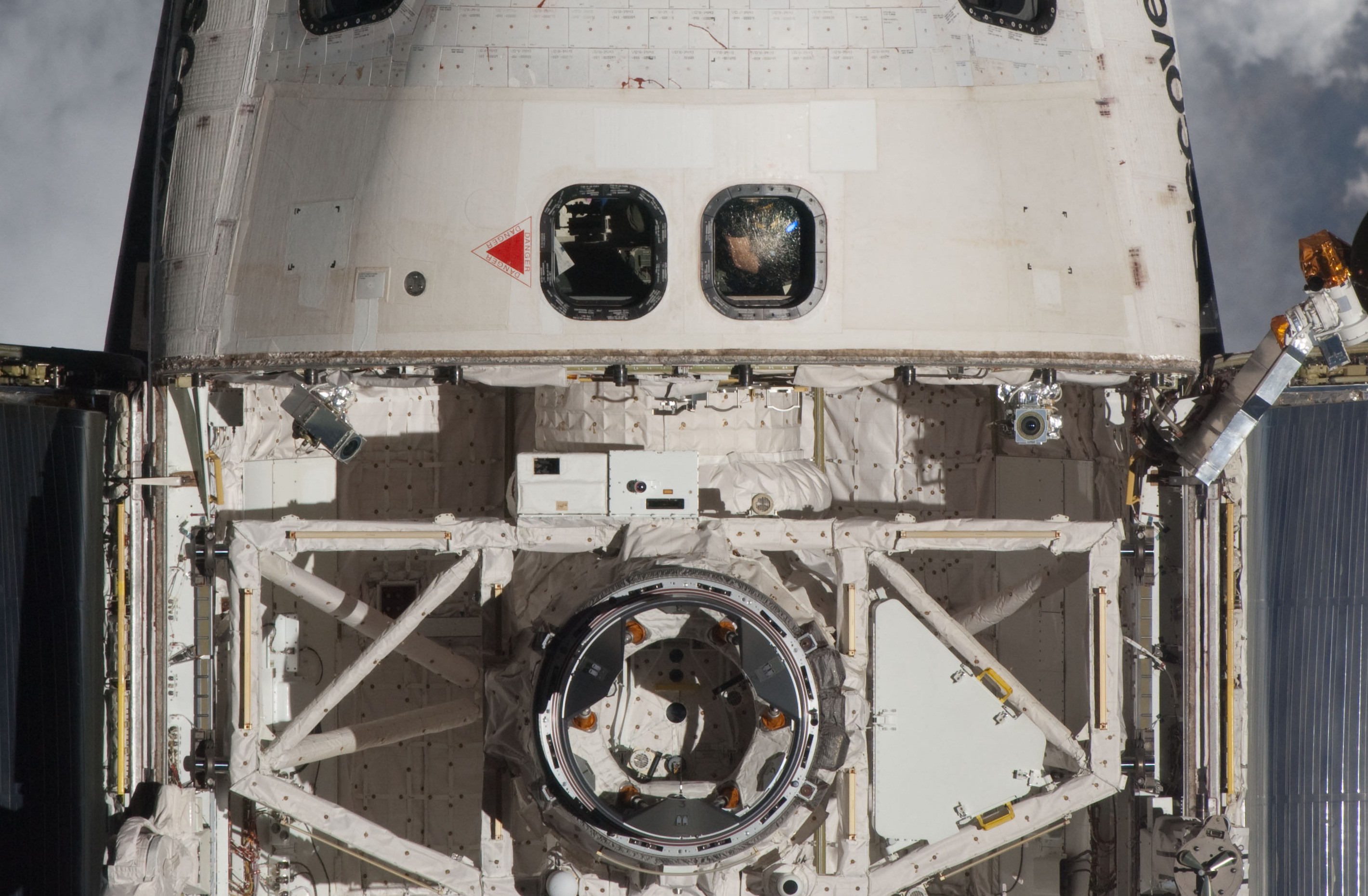
TriDAR während der STS-131-Mission

Der zweite Einsatz des TriDAR wurde an Bord des Space Shuttle Discovery auf der Mission STS-131 eingesetzt. Das TriDAR-System wurde während des Andockmanövers an der Raumstation eingesetzt und stellte Informationen bis zum Shuttle-R-bar-Pitch-Manöver zur Verfügung.

### STS-135
Das TriDAR wurde an Bord der Raumfähre Atlantis während der STS-135-Mission zur Internationalen Raumstation eingesetzt.

### Cygnus Orb-2
Bei der Cygnus-Orb-2-Mission wurde ein TriDAR-System verwendet. Dabei diente es vor allem als Backup-System und wurde hauptsächlich zu Testzwecken eingesetzt. Die Technologie wird auch weiterhin für die Transporter der Cygnus-Serie eingesetzt.

## Weitere Einsatzmöglichkeiten

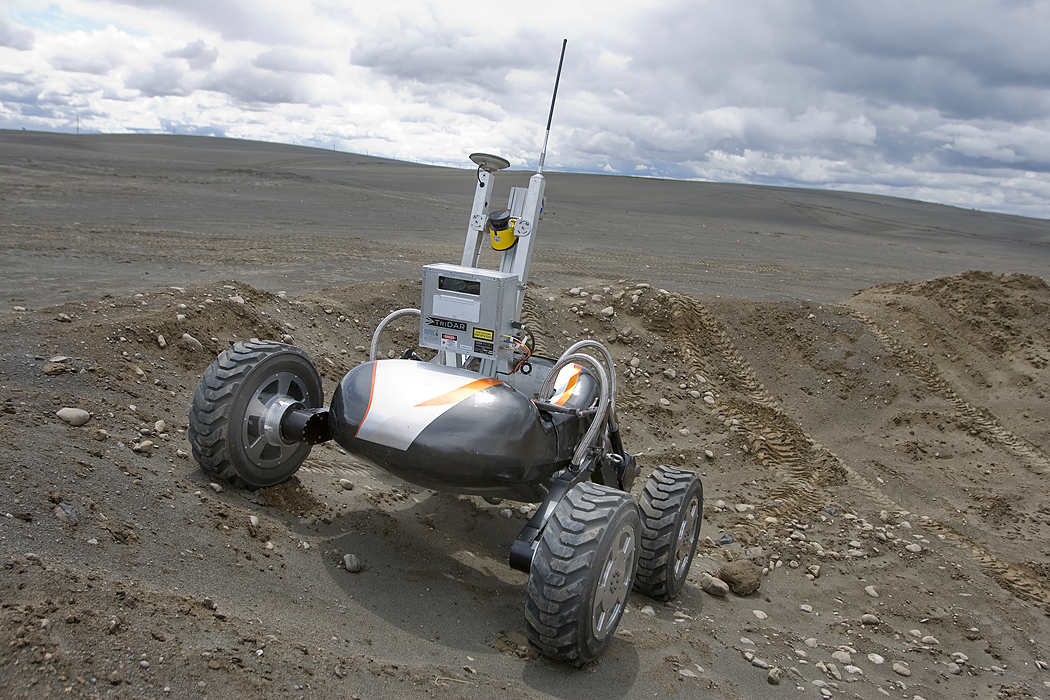
TriDAR am Scarab lunar rover

Das System ist vielfältig einsetzbar. Das TriDAR-System kann für Rendezvous, Andockmanöver, Landungen auf Planeten, Rover-Navigation und für weitere Einsatzbereiche genutzt werden. Die Einsetzbarkeit des Systems bei Planetenerkundungen wurde bereits in Testgebieten der amerikanischen Raumfahrtbehörde (NASA) und der kanadischen Raumfahrtbehörde (CSA) in Hawaii demonstriert. Dazu wurde auf einem Scarab Lunar Rover der Carnegie Mellon University ein TriDAR-System installiert. Der Rover navigierte automatisch zum Ziel. Dort wurden mit dem TriDAR-System 3-D-Bilder der Umgebung angefertigt, um das beste Areal für Bohrungen ausfindig zu machen und Proben zu entnehmen.